# Jelenec
Jelenec (hongarès: Gímes) és un poble d'Eslovàquia que es troba a la regió de Nitra, al sud-oest del país. El 2021 tenia 2.081 habitants.

## Història
És documentat per primera vegada el 1113 com a Gimes. Al segle xiii la família Hunt-Poznan va aconseguir la ciutat del rei Ondrej II. El 1253 es va construir el castell i es va cedir a la recent fundada família Forgách, propietària de la ciutat fins a principis del segle xx. La vila fou atacada pels turcs el 1576 i el 1663, així com per l'exèrcit rebel de Gabriel Bethlen el 1618.

## Demografia
| Godina             | 1994 | 2004   | 2014   | 2024   |
| ------------------ | ---- | ------ | ------ | ------ |
| Nombre de persones | 1919 | 1984   | 2064   | 2104   |
| Diferència         |      | +3,38% | +4,03% | +1,93% |

| Godina             | 2023 | 2024   |
| ------------------ | ---- | ------ |
| Nombre de persones | 2116 | 2104   |
| Diferència         |      | −0,56% |